# 埼玉県道223号狭山ヶ丘停車場線

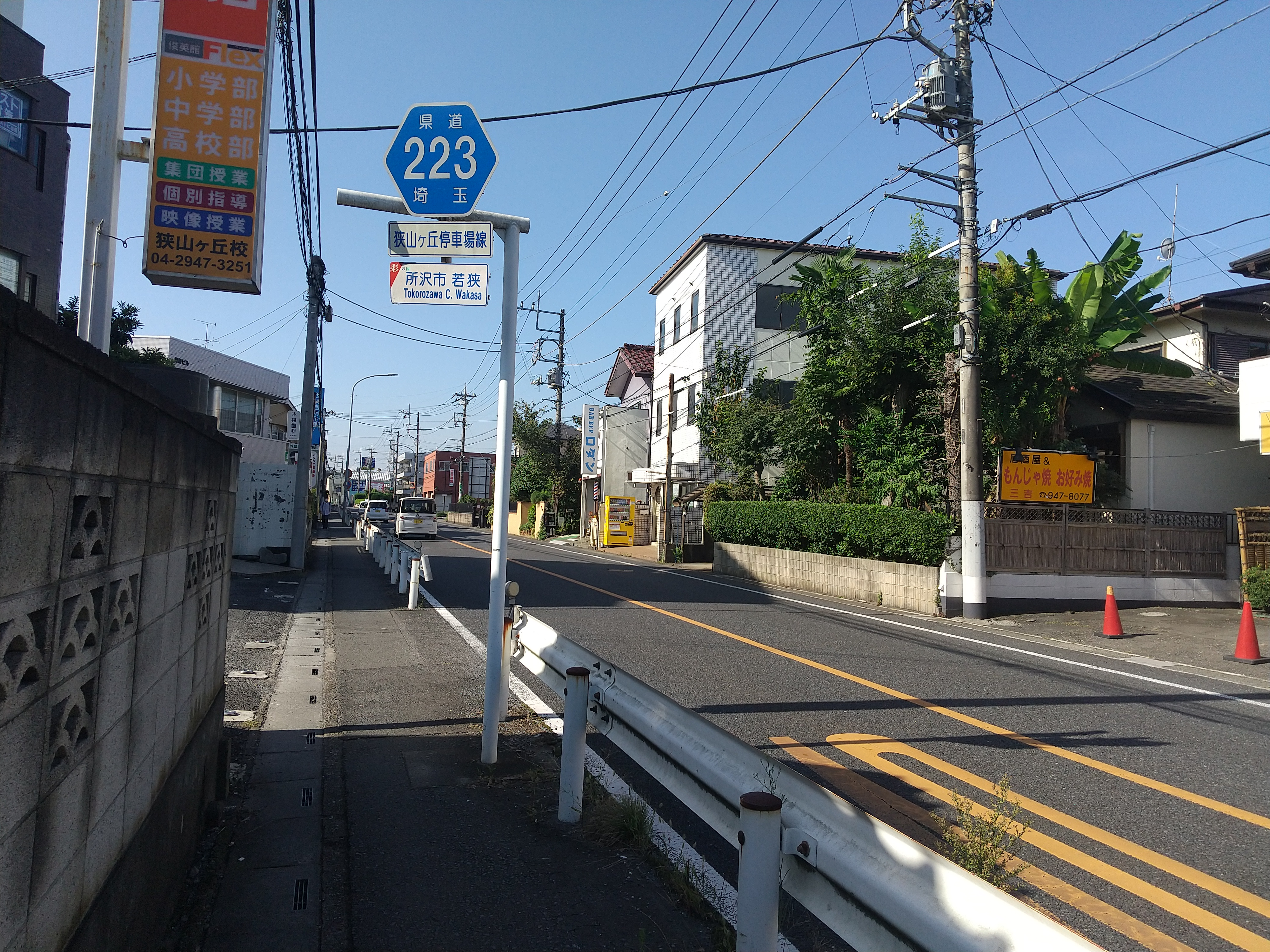
所沢市若狭付近

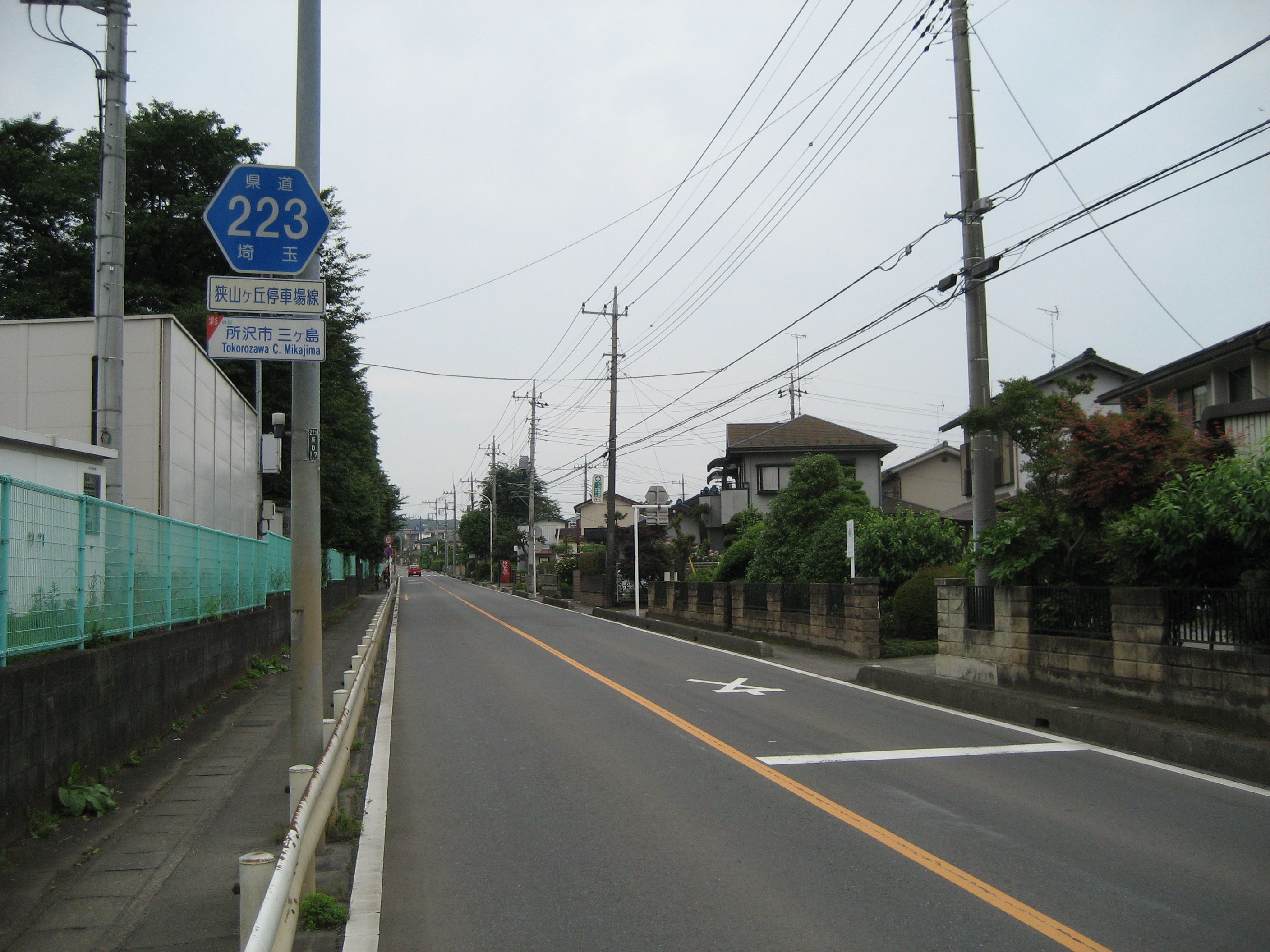
所沢市内三ケ島付近

埼玉県道223号狭山ヶ丘停車場線（さいたまけんどう223ごう さやまがおかていしゃじょうせん）は、埼玉県所沢市の狭山ヶ丘駅から、所沢市三ヶ島農協交差点で埼玉県道179号所沢青梅線に接続する一般県道である。

## 概要
- 狭山ヶ丘駅西口前は1.5車線である。国道463号線（日高・新座方面）から西武池袋線を踏切で通過する市道と狭山ヶ丘1丁目交差点で合流する。その後は終点の三ヶ島農協交差点まで2車線の区間となる。終点までに国道463号バイパス（秩父・越谷方面）と交差し、終点では県道179号線（青梅・練馬方面）と接続をするなど、主要都市間を結ぶ道路を連絡する役割を持つ。

## 地理

### 通過する自治体
- 所沢市

### 交差する道路
| 交差する道路                  | 交差する道路                  | 交差点名             | 所在地 | 所在地     |
| ----------------------------- | ----------------------------- | -------------------- | ------ | ---------- |
| （狭山が丘駅停車場）          | （狭山が丘駅停車場）          | （狭山が丘駅停車場） | 所沢市 | 狭山が丘   |
| -                             | （狭山湖通り）                |                      | 所沢市 | 狭山が丘   |
| 国道463号（所沢入間バイパス） | 国道463号（所沢入間バイパス） | 西狭山ヶ丘1丁目      | 所沢市 | 西狭山ヶ丘 |
| （三ヶ島文教通り）            | （三ヶ島文教通り）            | 三ヶ島中学校前       | 所沢市 | 三ヶ島     |
| 埼玉県道179号所沢青梅線       | 埼玉県道179号所沢青梅線       | 三ヶ島農協           | 所沢市 | 三ヶ島     |

### 沿道の主な施設
- 所沢警察署三ヶ島交番
- 所沢市立三ヶ島小学校
- 所沢市立三ヶ島中学校
- 緑ヶ丘病院